# アウト・オブ・バウンズ
アウト・オブ・バウンズ(out of bounds)とは、コートが定められている競技の多くで用いられる、コート外を示す用語。バウンズ(bounds)は英語で境界、制限などという意味があり、アウト・オブ・バウンズは直訳すると、「境界から離れた外」となる。なお、ゴルフではアウト・オブ・バウンズのことを略してOBと言われることが多い。野球においてはファウルゾーンをアウト・オブ・バウンズと呼ぶ場合がある。アウト・オブ・バウンズの対義語は、イン・バウンズ(in bounds)。

## 競技により異なるアウト・オブ・バウンズ
- サッカーなどでは、ラインはコートの一部であり、ボールが完全にラインの外に出ない限りはアウト・オブ・バウンズとはならない[1]。バスケットボールやアルティメットでは、ラインはイン・バウンズに含まれないため、ライン上でのキャッチはアウト。アメリカンフットボールでも、ラインはコートに含まれないため、ライン上でのパスキャッチはインコンプリート、また、ボールキャリアがラインを踏んだ時点でボールデッドとなる[2]。
- サッカーなどでは、空中であれ、ボールがラインを割った場合はアウト・オブ・バウンズとなるが、バスケットボールやアルティメットでは、空中でラインを割っても、その後プレーヤー、もしくは地面に触れた地点がコート内であった場合、インプレーとなる。
- サッカーやバスケットボールでは、全プレーヤーがアウト・オブ・バウンズの位置でプレーすることが可能であるが、アルティメットではオフェンスプレーヤーはアウト・オブ・バウンズの位置でプレーしてはならない。アメリカンフットボールでは、アウト・オブ・バウンズに出たオフェンス側のプレーヤーは、ディフェンス側のプレーヤーがボールに触れるまでプレーに参加できない。
- サッカーなどでは、プレーヤーの身体が完全にアウト・オブ・バウンズの位置にあっても、ボールがアウト・オブ・バウンズでなければインプレーであるが、バスケットボールやアルティメットでは、ボールやディスクに触ったプレーヤーがイン・バウンズに触れているか、地面に触れていない場合は最後の接していた点がイン・バウンズでない限り、アウト・オブ・バウンズとなる。アメリカンフットボールでは、ボールに触ったプレーヤーがイン・バウンズに触れているか、キャッチした後にイン・バウンズに着地しなければパス・インコンプリートとなる。
- アイスホッケーでは、リンクを囲うフェンスを超えてパックが飛び出したときに、レフェリーがホイッスルを吹いてアウト・オフ・バウンズを宣告する。ホイッスルが鳴った瞬間にゲームクロックが停止しプレイが中断する。意図的にパックをリンク外に出したり、他の選手と交錯せずフリーの状態で打ったパックがリンク外に出た場合は「ディレイ・オブ・ザ・ゲーム（遅延行為）」の反則を取られ、パックを打った選手がマイナーペナルティとして2分間の退場処分になる。試合の再開はパックが出た地点から最も近いエンドスポットでのフェイスオフにて再開される[3]。
- ゴルフでは林の奥にボールを打ち込んだ場合（特に、白い杭が立てられたゾーンからはみ出した箇所）や、崖下・海に落とした等、次のショットが不可能な場所に打ち込んだケースはアウト・オブ・バウンズとみなされ、ペナルティぶんを1打付加して(『一打罰』などと呼称する)打ち直す。

## バスケットボールのインバウンズとアウト・オブ・バウンズ
- コート上の定義では、2本のサイドラインと2本のエンドラインで構成される長方形上で、それらの境界線の上（バウンダリー・ライン上）を含まない内側の区域がイン・バウンズであり、それら以外がアウト・オブ・バウンズとなる。バウンダリー・ラインは約5cm（2in）幅である。バスケットに於いて、インバウンズ内で別の意味を持つ区域を定める際には、インバウンドの場合と同じように境界線を含まないように設定されている。例えば、3ポイントシュートは、接地がライン上の場合3ポイント区域を出たこととなり3ポイントは認められない（2ポイント）。フリースローの場合も、ラインに触れれば、フリースローレーン内に入ったこととなりヴァイオレイションとなる[4]。
- バスケットの場合、インバウンズ面の上方に、バスケット（ゴール）およびバックボード、それの支持体が存在するが、バックボード裏面、及びその支持体はアウトオブバウンズである[4]。
- コートに接地していないプレーヤー及びボールにおけるイン・バウンドな状態は、最後の接地点がイン・バウンド上であった場合で、アウト・オブ・バウンズに接した時点でプレーヤーあるいはボールの状態はアウト・オブ・バウンズとなる。逆に最後の接地点がアウト・オブ・バウンド上であった場合、それらの状態はアウト・オブ・バウンズで、イン・バウンズのコート、プレーヤーに接して初めてイン・バウンドな状態となる。特殊な例としては、ドリブル中のプレーヤーのコントロールするボールがドリブラーの手に触れていない状態でも、ドリブラーがアウト・オブ・バウンズとなった時点で、ドリブルを継続することができない。ただし、ボールはインバウンドであるため、インバウンドのプレーヤーが触れることは問題ない。また、スローインの際には、ボール、スロワー共に、アウト・オブ・バウンズであるが、投げ入れられたボールは、インバウンズプレーヤに触れた時点で、インバウンズとなる。ただし境界線を上方に延長した仮想の面を越えて、ボールをインバウンズ側へ差し出したり、インバウンズプレーヤーにアウトオブバウンズで手渡すことはできない[4]。